# Пінон рожевочеревий
Пі́нон рожевочеревий (Ducula poliocephala) — вид голубоподібних птахів родини голубових (Columbidae). Ендемік Філіппін.

## Опис

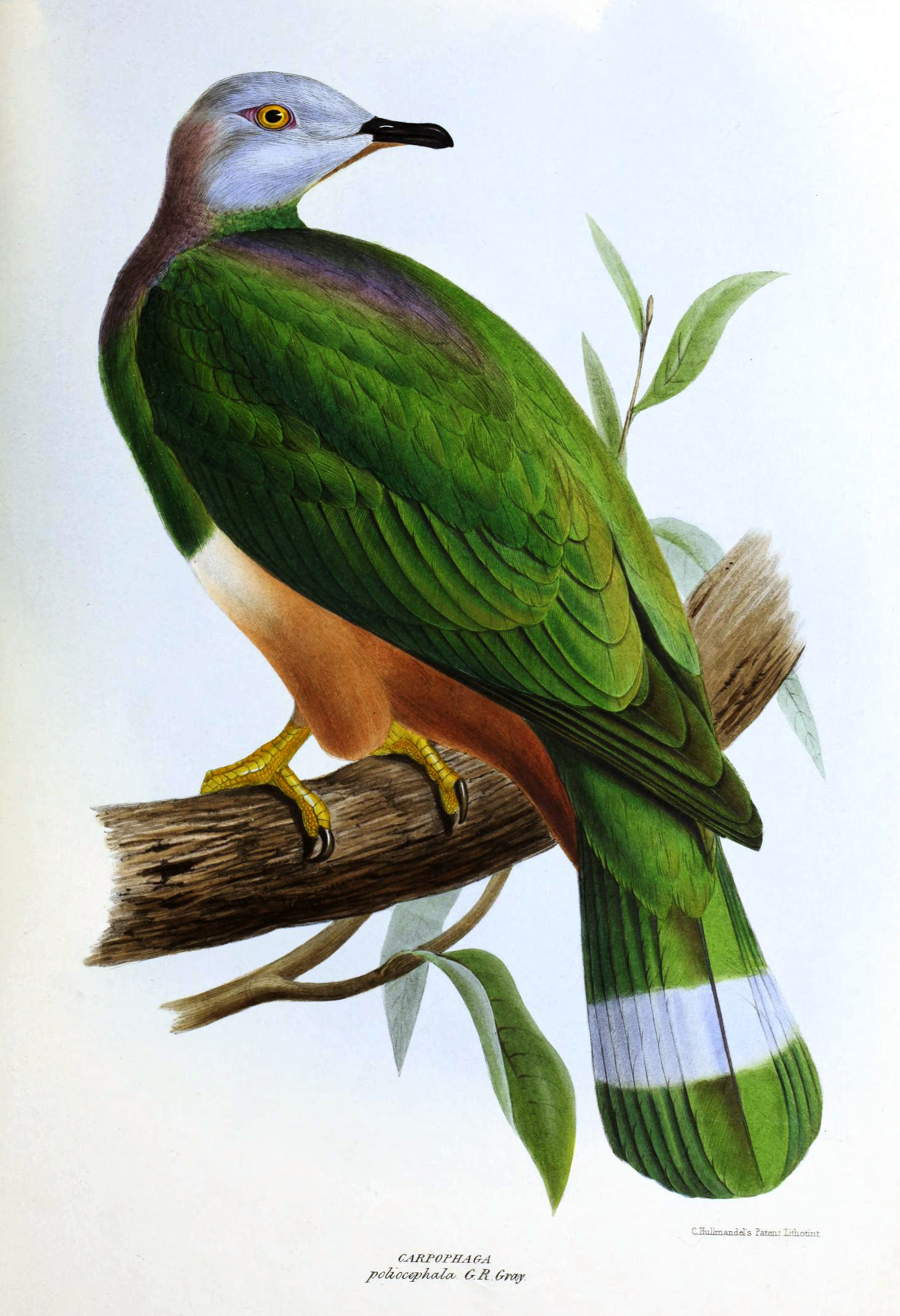
Рожевочеревий пінон

Довжина птаха становить 40 см, вага 620 г. Довжина хвоста становить 12,2-13,8 см, довжина дзьоба 19-23 мм. У самців лоб і обличчя попелясто-сірі, тім'я темно-сіре. Горло і потилиця темно-рудувато-коричневі. Спина темно-зелена з блакитним або бірюзовим відтінком. Верхні покривні пера темно-зелені з бронзовим і темно-синім відблиском. Махові пера чорні з темно-зеленим відблиском на зовнішніх опахалах. Надхвістя є дещо світлішим за спину, має блакитнуватий відтінок. Верхні покривні пера хвоста темно-бронзово-зелені, деякі пера мають посередині широку сіру смугу, окаймлену зверху і знизу тонкими чорними смужками. Підборіддя і горло блідо-рудувато-коричневі, знизу окаймлені вузькою сірою смугою. Скроні блідо-рожевувато-сірі. Груди темно-бронзово-зелені з блакитним відтінком. Живіт блідо-коричнювато-рожевий, боки темно-бронзово-зелені. Гузка, стегна і нижні покривні пера хвоста темно-каштанові. Райдужки жовті всередині і червоні зовні. Навколо очей малинові кільця. Лапи червоні. У самиць тім'я дещо більш зелене, темно-бордова пляма на горлі менш виражена.

## Поширення і екологія
Рожевочереві пінони живуть у середньому і верхньому ярусах вологих рівнинних і гірських тропічних лісів Філіппінського архіпелагу. Віддають перевагу густим первинним лісам. Зустрічаються поодинці або парами, на висоті від 600 до 1500 м над рівнем моря. Живляться плодами.

## Збереження
МСОП класифікує стан збереження цього виду як близький до загрозливого. Рожевочереві пінони є рідкісним видом птахів, якому загрожує знищення природного середовища і полювання.